# Crvuljak
Crvuljak (lat. Appendix vermiformis) (apendiks, slijepo crijevo) početni je dio debelog crijeva.
Naziv "slijepo crijevo", kojim se služi narod ne odgovara nazivu, kojim se liječnici služe. Liječnici nazivaju slijepim crijevom onaj dio debelog crijeva koji je kao vrećica, slijepo završava i u koji ulazi tanko crijevo. Ono, pak, što narod naziva slijepim crijevom je crvuljak koji izlazi iz debelog crijeva na mjestu gdje u njega ulazi tanko crijevo. Upala slijepog crijeva, u stvari je upala crvuljka. U donjem dijelu trbuha, s desne strane, nalazi se početak debelog crijeva, iz kojega izlazi slijepo crijevo, koje, najčešće visi prema zdjelici, ali može imati i drugi položaj. Dužina slijepog crijeva je prosječno 8 cm, a debljina 7 mm. 
Prema svom položaju i dužini, crvuljak može biti povezan sa svim organima na desnoj strani trbušne šupljine.
U slučaju bolova na području slijepog crijeva, potrebno je javiti se liječniku, koji će propisati potrebne laboratorijske pretrage, kako bi se utvrdila dijagnoza. Ponekad je potrebno pristupiti operaciji i kirurškom zahvatu. Uspješnost operacije vrlo je visoka. Smrtnost je samo u 0,1% slučajeva. Operacija je potrebna, kada prijeti opasnost, da se sadržaj slijepog crijeva razlije po okolnim organima.

## Veličina i položaj u tijelu
Prosječna dužina crvuljka je 11 cm, ali može varirati od 2 do 20 cm. Dijametar mu je obično između 7 i 8 mm. Najduži crvuljak izmjeren (na svijetu) bio je odstranjen pacijentu iz Zagreba, a bio je dugačak 26 cm. Crvuljak je smješten u donjem desnom kvadrantu abdomena, ili, točnije, u desnoj iliačnoj šupljini. Njegova pozicija unutar abdomena odgovara točki na površini tijela poznatoj kao McBurneyeva točka. Dok je baza crvuljka na poprilično konstantnom položaju, 2 cm ispod ileosekalnog ventila, smještaj vrha crvuljka može varirati od retrocecalnog (iza "pravog" slijepog crijeva) (74 %) do toga da bude u zdjelici (pelvisu) ili da je ekstraperitonealan. U rijetkih pojedinaca koji imaju građu tijela poznatu kao situs inversus (obrnuti položaj organa), apendiks može biti smješten i na lijevoj donjoj strani. Početni dio debelog slijeva je slijepo crijevo na kojem se nalazi zakržljali crvuljak.

## Uloga slijepog crijeva s crvuljkom
Slijepo crijevo je značajno i služi tijelu kao imunološki mehanizam. To je visoko specijalizirani organ s bogatim dotokom krvi.
Kod sluznice i submukoze slijepog crijeva prevladavaju i limfoidni čvorovi, a primarna funkcija je da djeluje kao organ limfnog sustava.  Slijepo crijevo sadrži visoku koncentraciju limfoidnih folikula. To su vrlo specijalizirane strukture koje su dio imunološkog sustava. Zato ima strateški položaj u tijelu između tankog i debelog crijeva.  U debelom crijevu su bakterije koje su korisne, ali koje se moraju držati podalje od drugih područja, kao što su tanko crijevo i krvotok. U neonatalnom razvoju, kroz stanice u tim limfoidnim folikulama, i antitijelima koja stvaraju, slijepo crijevo je uključeno u kontrolu koje će bitne bakterije obitavati u slijepom crijevu, a koje u debelom crijevu.
Osim toga, 11 tjedana od začeća, slijepo crijevo počinje stvarati endokrine stanice za razvoj fetusa. Endokrine stanice luče korisne kemikalije, kao što su hormoni, a endokrine stanice slijepog crijeva luče amino i peptidne hormone koji pomažu kod bioloških provjera i ravnotežom kako fetus raste.

## Akutni apendicitis
Akutni apendicitis (appendicitis acuta) akutna je upala crvuljka, javlja se u svakoj životnoj dobi, ali najčešće između 10. i 30. godine života.

## Kronični apendicitis
Kronični apendicitis (appendicits chronica) kronična je upala crvuljka koja uzrokuje povremene boli i osjećaj pritiska u donjem desnom dijelu trbuha.

## Vanjske poveznice
|  | Zajednički poslužitelj ima još gradiva o temi Crvuljak |

|  | Molimo pročitajte upozorenje o korištenju medicinskih informacija. Ne provodite liječenje bez savjetovanja s liječnikom! |